# Distretto di Hamirpur (Himachal Pradesh)
Il distretto di Hamirpur è un distretto dell'Himachal Pradesh, in India, di 412 009 abitanti. Il suo capoluogo è Hamirpur.